# RP2A03

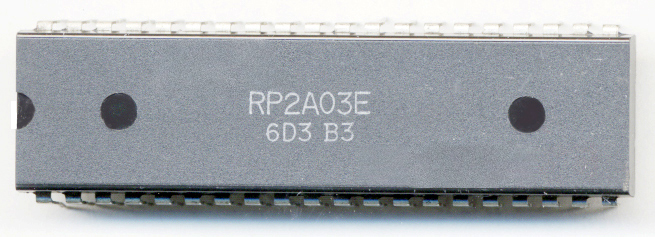
RP2A03E.

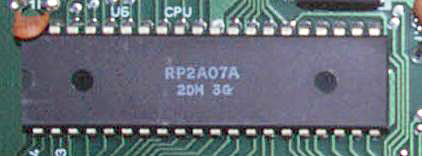
RP2A07.

RP2A03 är en kombinerad processor och ljudkrets i Nintendo Entertainment System, tillverkad för Nintendos räkning av Ricoh. PAL-versionen heter 2A07. På grund av de olika frekvenserna i tv-systemen är klockfrekvensen hos 2A03 1,79 MHz, medan 2A07 har en frekvens på 1,66 MHz.

## Huvudprocessor
2A03 består av en processordel och en ljuddel. Processorn är en variant av MOS 6502 i NMOS-utförande, men med vissa skillnader:
- BCD-instruktionerna har avlägsnats.
- Istället har DMA-funktioner tillförts.

Eftersom 2A03 i övrigt är identisk med en vanlig 6502 ur programmeringssynpunkt hänvisas till separat artikel.

## Ljudprocessor
2A03 agerar även ljudgenerator i NES och Famicom. Sammanlagt fem kanaler finns, fördelat på flera olika sorters vågformsgeneratorer:
1. 2 st. fyrkantsvågor (puls). Fyra olika proportioner på arbetscykeln finns: 3:1, 1:1, 1:3, 1:7. Volymen kan ställas i 16 steg, frekvensen kan ställas med 11 bitars upplösning.
2. 1 st. triangelvåg. Vågformen genereras digitalt, med en upplösning på 4 bitar. Volymen är ej ställbar, frekvensen kan ställas med 11 bitars upplösning.
3. 1 st. brusgenerator. Generatorn kan ställas om mellan vitt brus och "periodiskt" brus. Volymen kan ställas i 16 steg
4. 1 st. DPCM-kanal. 6 bitars delta-PCM kan spelas upp, frekvensen kan ställas med 4 bitars upplösning.

Förutom de fem inbyggda generatorerna har 2A03 en mixer för att blanda in ljud från en yttre ljudkälla. På Famicom var mixeringången inkopplad på cartridgeporten, och kunde då blanda in ljud från ett separat ljudchip inbyggt i spelkassetten. Denna möjlighet användes ofta av Konami, som utvecklade en rad egna ljudkretsar, samt för den inbyggda wavetable-kretsen i Famicom disk system. På exportmaskinen NES finns det endast möjlighet att mixa ljud genom den sällan använda expansionsporten på maskinens undersida.
Ljudet från de olika ljudgeneratorerna kommer ut på flera olika ben på 2A03-kretsen, men mixas ihop till monoljud innan det når ljudutgången på konsolen. Detta eftersom ljudet inte går att panorera, vilket vid stereoljud skulle ge helt skilda instrument i höger och vänster öra.